# Varanus auffenbergi
Varanus auffenbergi — вид плазунів з родини варанових. Ендемік о. Роті (Індонезія). Вид названий на честь американського біолога Вальтера Ауфенберга (англ. Walter Auffenberg).

## Опис
Його довжина становить до 60 см. Хвіст відносно товстий і круглий в поперечному перерізі. Він схожий на Varanus timorensis, з деякою диференціацією в забарвленні низу й візерунку.

## Середовище проживання
V. auffenbergi можна відносно легко знайти в ранкові години до сходу сонця, у притулках під опалим пальмовим листям і вапняком, в тому числі навколо будинків селян. Живе у кронах пальми Borassus flabellifer.

## Поведінка
У порівнянні з іншими варанами, досить сором'язливий і невловимий.